# Burkina Faso en los Juegos Olímpicos de Atenas 2004
Burkina Faso estuvo representada en los Juegos Olímpicos de Atenas 2004 por cinco deportistas, tres hombres y dos mujeres, que compitieron en tres deportes.
El portador de la bandera en la ceremonia de apertura fue el nadador Mamadou Ouedraogo. El equipo olímpico burkinés no obtuvo ninguna medalla en estos Juegos.